# Howick (Südafrika)
Howick ist eine Stadt im Distrikt uMgungundlovu in der südafrikanischen Provinz KwaZulu-Natal. Sie ist Verwaltungssitz der Gemeinde uMngeni. 2011 hatte Howick 21.639 Einwohner.

## Geografie

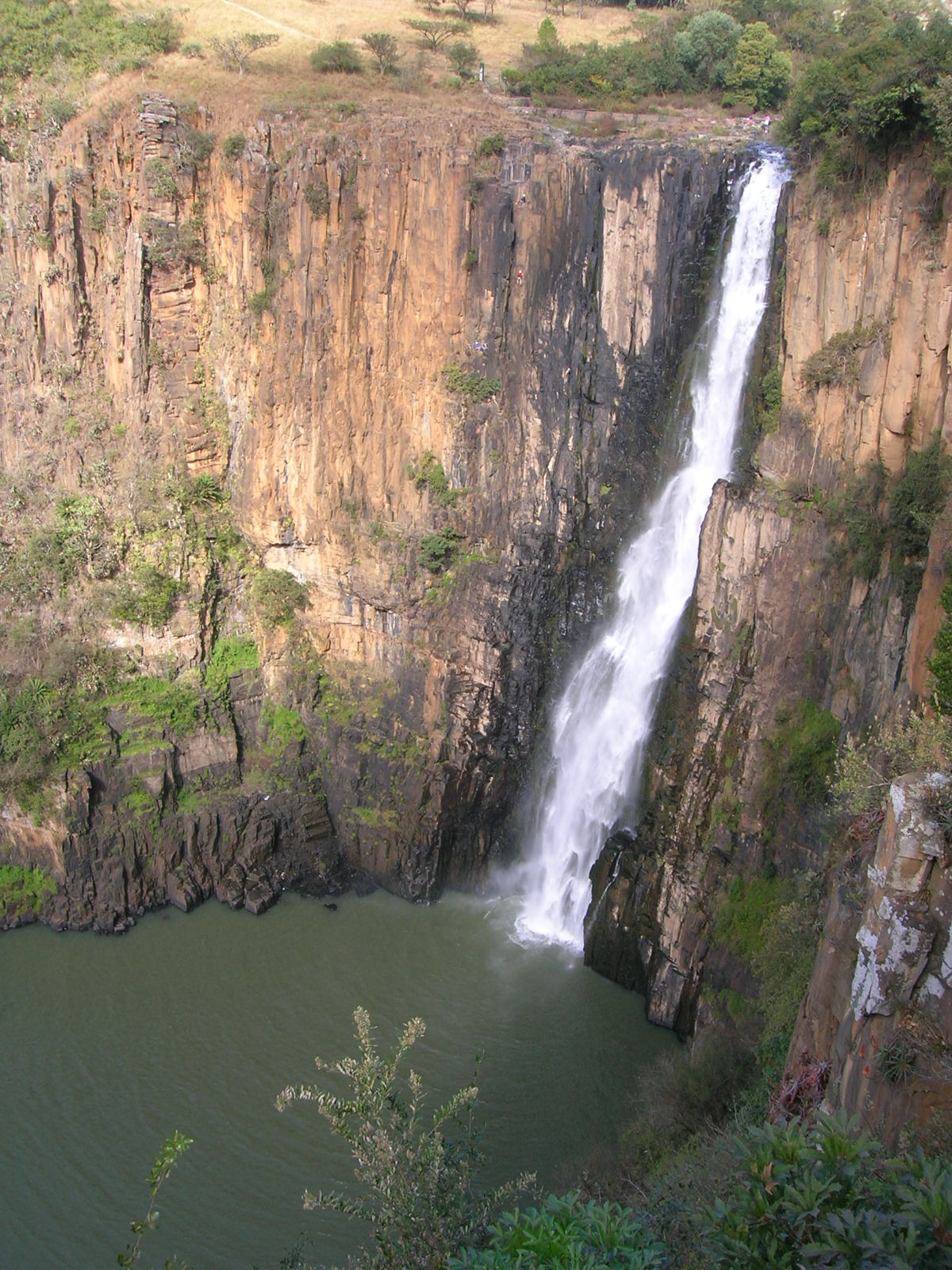
Die Howick Falls

Howick befindet sich 1015 Meter über dem Meeresspiegel und ungefähr 88 Kilometer von der Hafenstadt Durban. Die Howick Falls liegen in der Nähe der Stadt. Der Umgeni River fällt hier 95 Meter tief über Dolerit-Klippen und fließt anschließend weiter in den Indischen Ozean. Die Zulu nannten den Wasserfall kwaNogqaza (deutsch: ‚Der Ort des Großen‘). In der näheren Umgebung gibt es weitere Wasserfälle, die alle schon Menschenleben gefordert haben. In der Nähe Howicks befinden sich der Cascade Falls (25 Meter) und der Shelter Falls (37 Meter). Die Karkloof Falls befinden sich 16 Kilometer östlich.
Die durchschnittliche Niederschlagsmenge in Howick beträgt 843 Millimeter. Der meiste Niederschlag fällt im Sommer (Oktober bis März). Die geringste Niederschlagsmenge gibt es mit 5 Millimeter im Juni. Der meiste Niederschlag fällt im Januar (141 Millimeter). Die durchschnittliche Höchsttemperatur in Howick variiert von 18,9 °C im Juni bis zu 25,8 °C im Januar. Der kälteste Monat ist der Juni. Hier liegen die durchschnittlichen Tiefsttemperaturen nachts bei 4,1 °C. Die Stadt liegt an der Nationalstraße N3, die sie mit anderen Regionen Südafrikas verbindet.

## Geschichte
In den 1840er Jahren überquerten Reisende von Pietermaritzburg in Richtung Norden den Umgeni River direkt westlich von Howick an der Alleman’s Drift. 1849 kaufte der wesleyanische Missionar James Archbell drei Farmen am nördlichen Ufer des Umgeni. Besitzurkunden des ursprünglichen Areals bezeichneten das Gebiet nur The Village on the Umgeni Waterfall (englisch für ‚Das Dorf am Umgeni-Wasserfall‘). 1850 wurde die Furt vor den Wasserfall verlegt. Dort war die Überquerung zwar gefährlicher, jedoch praktischer. Die Furt befand sich weniger als 200 Meter von der Stelle, an der der Fluss die Klippen hinabstürzte. Die Stelle war tückisch und viele Reisende und Planwagen wurden über die Fälle geschwemmt. Als der Verkehr in Richtung Norden anstieg, beschloss die Regierung, ein Dorf an der Furt aufzubauen, und erwarb einen Teil von Archbells Farm. Im November 1850 erschien eine Bekanntmachung in der Natal Government Gazette, in der 36 Dorfparzellen an der Umgeni Waterfall Drift zum Verkauf angeboten wurden. Dies war der Anfang der Stadt.
Bei der Namensgebung wollten die Regierungsbeamten ihren Kolonialminister in London, Earl Grey, ehren, der kürzlich den Titel Lord Howick erlangt hatte. Der Name wurde von seinem Vaterhaus Howick Hall in Northumberland in England abgeleitet. Fast gleichzeitig wurden auch zwei andere Städte Howick genannt: Howick in Neuseeland und Howick in Ontario in Kanada.
Während des Zweiten Burenkriegs in den Jahren 1899 bis 1902 errichteten die Briten ein Konzentrationslager am Rand des Dorfs. Heute erinnert ein Denkmal an der Stelle an die Frauen und Kinder, die während ihrer Inhaftierung in diesem Lager starben.
Im Dezember 1996 wurde Nelson Mandela die Freedom of Howick (‚Frieden von Howick‘) verliehen, dort wo er (alias David Motsamayi) 1962, in der Rolle als Chauffeur des Wagens von Cecil Williams verhaftet wurde.

## Mandela-Denkmal
Fünf Kilometer nordwestlich von Howick bezeichnet Nelson Mandela Capture Site jene Stelle, an der Mandela am 5. August 1962 verhaftet wurde, um ihn später wegen „Aufruf zum Streik“ zu verurteilen. Damit begann die 27-jährige Gefängnishaft des späteren Präsidenten Südafrikas und Friedensnobelpreisträgers. An jener Stätte steht seit 2012, dem 50. Jahrestag des Ereignisses, eine Skulptur, die von dem Künstler Marco Cianfanelli geschaffen wurde. Ein zugehöriges Museum ist im Aufbau.

## Infrastruktur
Howick hat mehrere Schulen, unter anderen die Howick High School.

## Persönlichkeiten
- Sbu Duma (1985–2012), Polospieler, geboren in Howick